# Deirdre McCloskey
Deirdre Nansen McCloskey (ur. jako Donald Nansen McCloskey 11 września 1942) – profesor zwyczajny ekonomii, historii, filologii angielskiej i komunikacji na Uniwersytecie Illinois w Chicago (UIC). Jest też profesorem filozofii i filologii klasycznej w stanowisku adiunkta. Przez pięć lat była profesorem wizytującym na Uniwersytecie Erazma w Rotterdamie, gdzie wykładała filozofię. Od 2007 roku otrzymała siedem doktoratów honoris causa. W 2013 roku otrzymała Julian L. Simon Memorial Award od Competitive Enterprise Institute za swoją analizę czynników historycznych, które doprowadziły do wzrostu ludzkich możliwości i dobrobytu. Jej główne zainteresowania dotyczą zagadnień fundamentów współczesności, nadużywania statystycznej istotności w ekonomii i innych naukach, badań nad kapitalizmem i innych kwestii.

## Kariera
McCloskey ukończyła ekonomię na Uniwersytecie Harvarda, gdzie doktoryzowała się pod opieką Alexandra Gerschenkrona. Jej praca o brytyjskiej stali i żelazie zdobyła w 1973 nagrodę Davida A. Wellsa.
W 1968 roku, McCloskey rozpoczęła karierę na Uniwersytecie Chicagowskim, gdzie spędziła 12 lat, uzyskując tytuł profesora zwyczajnego ekonomii w 1975 i profesora na stanowisku adiunkta w dziedzinie historii w 1979 roku. Jej praca w Chicago odznaczyła się wkładem w rewolucję kliometryczną w badaniach historii gospodarczej i wydaniem The Applied Theory of Price, stanowiącej owoc wysiłków dydaktycznych w przekazywaniu znaczącym ekonomistom chicagowskiej teorii ceny. W 1979, po sugestii Wayne’a Bootha, zajęła się badaniami nad retoryką w ekonomii. McCloskey jest autorką 16 książek i ponad 400 artykułów z wszystkich dziedzin, którymi się zajmowała.
Jej główne osiągnięcia dotyczą historii gospodarczej Wielkiej Brytanii (dziewiętnastowiecznego handlu, historii najnowszej i średniowiecznego rolnictwa), historii ilościowej czy inaczej kliometrii, retoryki ekonomii, retoryki nauki, metodologii nauk ekonomicznych, etyki cnót, ekonomii feministycznej, ekonomii heterodoksyjnej, ekonomii austriackiej, roli matematyki w analizie ekonomicznej, korzystania (i nadużywania) testów statystycznej istotności w ekonomii, a w trylogii o „Erze Burżuazji” o źródłach rewolucji przemysłowej.

## Era Burżuazji
Opublikowana w 2006 roku The Bourgeois Virtues: Ethics for an Age of Commerce jest pierwszą książką w serii Era burżuazji. Badając okres po rewolucji przemysłowej McCloskey twierdzi w niej, że burżuanie [por. Burżuazyjna Godność po Polsku] wbrew domniemaniu ich wiary w samą roztropność uznają wszystkie siedem cnót głównych.
Druga książka, Burżuazyjna godność: Dlaczego ekonomia nie potrafi wyjaśnić współczesnego świata, została opublikowana w 2010 [polskie wydanie: Instytut Misesa 2017]. Autorka stawia w niej tezę, że bezprecedensowy przyrost z 3 do 100 dolarów per capita dziennego dochodu nie wynikał z akumulacji kapitału, lecz z innowacji i retorycznej przychylności, którą zaczęli być otaczani burżuanie.
Trzecia książka, Bourgeois Equality: How Ideas, Not Capital or Institutions, Enriched the World ukazała się w 2016 roku. McCloseky rozwija w niej swoją tezę tworząc termin “Wielkiego Wzbogacenia” (ang. "Great Enrichment") do opisania bezprecedensowego wzrostu dobrobytu pomiędzy XIX i XX wiekiem. Wzmacnia w nim swoją tezę, że to idee i innowacje wywołały wzbogacenie, nie akumulacja – wbrew tezom wielu intelektualistów od Karola Marksa po Thomasa Pikettyego.

## Burżuazyjna Godność po polsku
W grudniu 2017 roku, nakładem Instytutu Edukacji Ekonomicznej im. Ludwiga von Misesa, ukazało się polskie tłumaczenie tomu drugiego trylogii o Erze burżuazji, pt. Burżuazyjna godność. Dlaczego ekonomia nie potrafi wyjaśnić współczesnego świata. Autorka napisała wstęp do polskiego wydania, w którym przeplata autobiograficzne wątki związane z Polską z głównymi tezami książki.
Tłumacze książki – Jan Lewiński i Marcin Zieliński – stworzyli na potrzeby książki nowe słowo „burżuanie”, aby odciąć stosowane w oryginale słowo „bourgeoisie” od pejoratywnego wydźwięku polskiego słowa „burżuje”.

## Publikacje
- Bourgeois Equality: How Ideas, Not Capital or Institutions, Enriched the World (Kwiecień 2016), University of Chicago Press. ISBN 978-0226333991
- Bourgeois Dignity: Why Economics Can't Explain the Modern World (Listopad 2010), University of Chicago Press. ISBN 978-0226556659
  - Wydanie polskie: Burżuazyjna Godność: Dlaczego ekonomia nie potrafi wyjaśnić współczesnego świata, (Grudzień 2017), Instytut Misesa. ISBN 978-83-65086-15-0
- The Cult of Statistical Significance: How the Standard Error Costs Us Jobs, Justice, and Lives (Styczeń 2008), University of Michigan Press (with Stephen T. Ziliak). ISBN 978-0472050079
- The Bourgeois Virtues : Ethics for an Age of Commerce (Czerwiec 2006), University of Chicago Press. ISBN 978-0226556635
- The Economic Conversation (2008) (with Arjo Klamer and Stephen Ziliak)
- The Secret Sins of Economics (Sierpień 2002), University of Chicago Press. ISBN 978-0971757530
- Crossing: A Memoir (Wrzesień 1999). New edition University of Chicago Press, 2000, ISBN 978-0226556697
- Measurement and Meaning in Economics: The Essential Deirdre McCloskey (1999) (edited by Stephen Ziliak)
- The Vices of Economists, the Virtues of the Bourgeoisie (1996)
- Knowledge and Persuasion in Economics (1994), Cambridge University Press. ISBN 978-0521436038
- Second Thoughts: Myths and Morals of U.S. Economic History (1993) (edited)
- A Bibliography of Historical Economics to 1980 (1990)
- If You're So Smart: The Narrative of Economic Expertise (1990)
- The Consequences of Economic Rhetoric (1988)
- The Writing of Economics (1987) reprinted as Economical Writing (2000)
- Econometric History (1987)
- The Rhetoric of the Human Sciences: Language and Argument in Scholarship and Public Affairs (1987)
- The Rhetoric of Economics (1985 & 1998)
- The Applied Theory of Price (1982 & 1985)
- Enterprise and Trade in Victorian Britain: Essays in Historical Economics (1981)
- Economic Maturity and Entrepreneurial Decline: British Iron & Steel, 1870–1913 (1973)
- Essays on a Mature Economy: Britain after 1840 (1971)

## Artykuły
- McCloskey, Deirdre. "Review of Stratton and Brown's agricultural records in Britain". Journal of Economic History. 40 (Marzec 1980): 189.
- McCloskey, Deirdre (Maj 1985). "The loss function has been mislaid: The rhetoric of significance tests". The American Economic Review, special issue: Papers and Proceedings of the Ninety-Seventh Annual Meeting of the American Economic Association. American Economic Association via JSTOR. 75 (2): 201–205. JSTOR 1805596.
- McCloskey, Deirdre N. (Luty 1988). "The rhetoric of law and economics". Michigan Law Review. University of Michigan Law School via JSTOR. 86 (4): 752–767. doi:10.2307/1289214. JSTOR 1289214.
- McCloskey, Deirdre (Wrzesień 1995). "Modern epistemology against analytic philosophy: A reply to Mäki". Journal of Economic Literature. American Economic Association. 33 (3): 1319–1323. JSTOR 2729124.
- McCloskey, Deirdre; Ziliak, Stephen T. (Marzec 1996). "The standard error of regressions". Journal of Economic Literature. American Economic Association. 34 (1): 97–114. JSTOR 2729411.
- McCloskey, Deirdre (Styczeń 1998). "Simulating Barbara". Feminist Economics. Taylor and Francis. 4 (3): 181–186. doi:10.1080/135457098338383.
- McCloskey, Deirdre (Zima 2003). "Other Things Equal: Milton". Eastern Economic Journal. Palgrave Macmillan. 29 (1): 143–146. JSTOR 40326463.
- McCloskey, Deirdre; Ziliak, Stephen T. (2004). "Size matters: The standard error of regressions in the American Economic Review". Econ Journal Watch. Atlas Network. 1 (2): 331–338. Pdf.
- McCloskey, Deirdre (Lipiec–Sierpień 2009). "Rhetoric matters: Ethical standards in a humanistic science of economics". Challenge. Taylor and Francis. 52 (4): 25–31. doi:10.2753/0577-5132520403. JSTOR 40722588.
- McCloskey, Deirdre N.; Roberts, Helen (Lipiec–Wrzesień 2012). "What economics should we teach before college, if any?". The Journal of Economic Education. Taylor and Francis. 43 (3): 293–299. doi:10.1080/00220485.2012.686396. JSTOR 23248956.